# Hollywood Express
『Hollywood Express』は、2003年から2024年までWOWOWで放送されていた30分枠の映画情報番組。
かつては毎週土曜日の午前11時30分より無料放送されていた。
無料放送なので映画のCMや番組のスポットなどが入る。
再放送は週に数回。
同局では開局以来アメリカでの週間興収ベスト10と新作情報を紹介する番組が放送されており、「シネマ・アトラクション」、「シネマ・シネマ・シネマ」と続いて当番組は3番目となる。
ナビゲイターは山寺宏一と岡田マリア（2015年10/3～）が務めていた。
2006年まではインタビュー場面は原音を使用しナビゲイター2人のナレーションが被さるステレオ放送だったが、2007年4月から副音声で原音がそのまま（主に解説）聞く事が出来る二ヶ国語放送に切り替わった。
2018年1月13日放送より無料放送ではなくなった。
2020年4月より新型コロナウイルス感染症の影響による米国内の映画館の営業休止などを受け放送が休止されていたが、2021年6月5日より再開。
2024年3月30日をもって放送終了。

## 番組の構成
- NEWS FLASH
- RED CARPET
- INSIDE LOOK
- HOLLYWOOD GOSHIP （2006年中頃開始）
- NEW RELEASES
- WEEKEND BOX OFFICE TOP10